# Хабертюрк ТВ
Хабертюрк ТВ (на турски: Habertürk TV) е новинарски телевизионен канал в Турция, основан през 2001 г. Покрива територията на Турция, Азербайджан и Севернокипърската турска република. Сред предаванията на канала са Teke Tek, Tarihin Arka Odası, Söz Sende, Öteki Gündem и др.

## История
Телевизията е основана от Уфук Гюлдемир и група негови приятели в дискотека в квартал Атакьой (разположен в околия Бакъркьой, вилает Истанбул). Стартира излъчване на 3 септември 2001 г.  В периода от 2001 до 2010 г. логото е разположено в долния десен ъгъл. На 13 ноември 2007 г. телевизията е придобита от „Джинер медия груп“, заедно със сайта Haberturk.com и Хабертюрк радио. Това се случва след смъртта на Уфук Гюлдемир на 10 юни 2007 г. Дългогодишен главен редактор на канала е Ердоган Акташ, но на 4 август 2009 г. той подава оставка, а по-късно се мести в телевизия a Haber. След него поста главен редактор заема Йигит Булут. За координатор на новините на канала е назначен Али Чагатай. Въпреки това след решението, взето от „Джинер медия груп“, телевизията прекратява всичките си отношения с Йигит Булут. Така освен позицията главен редактор на Йигит Булут приключва и разделът му във вестника на групата „Хабертюрк“. През 2010 г. логото на „Хабертюрк“ е преместено в горния десен ъгъл.